# Тери Балсамо
Тери Балсамо (на английски: Terry Balsamo) е американски китарист.
Той е основател на алтернативната метъл група Cold и китарист на Еванесънс (от 2003 до 2015).
Когато Бен Муди напуска Еванесънс по време на европейското им турне, Балсамо става част от групата като го замества.

## Участие в групи
- Еванесънс – китарист (от 2003 г.)
- Колд – китарист (1999 – 2003, 2009, 2013 по време на турнето)
- Шафт – китарист (1996 – 1999)
- Лимп Бизкит – китарист (1995)